# محمد بن إبراهيم الخزرجي
محمد بن إبراهيم الخزرجي، ويعرف أيضًا ابن الخزرجي، هو عالمًا مسلماً ومؤرخًا عربيًا من أواخر العصر الأيوبي. 

## حياته
من بني الخزرج ومن مواليد تلمسان، توفي سنة 1258م، 656 هـ.، درس علم الحديث في الإسكندرية في مصر.

## كتبه
أهتم أيضاً بتاريخ الأكراد والأتراك في الدولة الإسلامية وله كتب ترجمت إلى عدة لغات في الجامعات.
محمد بن إبراهيم بن محمد بن أبي الفوارس عبد العزيز الأنصاري الخزرجي، تاريخ الإمبراطورية الكردية والتركية (1176-1200). ترجمة جزئية إلى الإنجليزية من اللغة العربية مع شروح فهمي حافظ. دكتوراه. أطروحة دكتوراه، جامعة ملبورن.